# Karl-Friedrich Fischer
Karl-Friedrich Fischer (* 8. August 1947 in Zwickau) ist ein deutscher Informatiker und Ingenieur. Fischer war Professor für Technische Mechanik/Elastostatik an der Westsächsischen Hochschule Zwickau.

## Leben
Nach seinem Abitur und dem Facharbeiterbrief als Betriebsschlosser 1966 studierte er 1966 bis 1971 Angewandte Mechanik an der TU Dresden. 1975 promovierte er an der TU Dresden im Fachgebiet Informatik zum Dr.-Ing. 1974 bis 1979 war er wissenschaftlicher Assistent im Bereich Technische Mechanik der Ingenieurhochschule Zwickau, 1979 bis 1985 als Oberassistent tätig. 1982 erlangte er die Habilitation zum Dr.sc.techn. auf dem Gebiet der Angewandten Mechanik an der TU Dresden. 1984 erlangte er die Lehrbefähigung Facultas Docendi, die in der DDR typische Form der Habilitation. Von 1985 bis 1987 war er als Berechnungsingenieur bei den Sachsenring Automobilwerken Zwickau beschäftigt. 1986 wurde er zum Hochschuldozenten für Bruchmechanik, 1988 zum ordentlichen Professor für Technische Mechanik an der Ingenieurhochschule bzw. Technischen Hochschule Zwickau berufen. Seit 1987 war er Leiter des Institutes für Technische Mechanik an der Hochschule. 1990 bis 1992 war er Mitglied des Senates der TH Zwickau, 1990/1991 Prorektor für Forschung und Wissenschaftsentwicklung. Nach Auflösung der TH Zwickau wurde er 1992 zum Professor für Technische Mechanik/Elastostatik an die neu gegründete FH Zwickau berufen und deren Beauftragter bei der Deutschen Forschungsgemeinschaft. 1995 bis 2000 war er Dekan des Fachbereiches Maschinenbau und Kraftfahrzeugtechnik und Mitglied des Senates der WHZ. Am 26. Januar 2000 wurde er als Nachfolger von Horst-Dieter Tietz zum Rektor der Westsächsischen Hochschule Zwickau gewählt. Dieses Amt hatte er bis Mai 2011 inne.
Er ist seit 1990 stellvertretender Vorsitzender des Sächsischen Vereins für Mechanik e. V. und Mitglied der GAMM. Seit 1984 Mitglied des Board of Editors der Zeitschrift Int. Journal of Theoretical and Applied Fracture Mechanics und seit 1998 Mitglied im Course Team MSc Automotive Engineering an der University of Central England (UCE) in Birmingham. Außerdem ist der Herausgeber zahlreicher Fachbücher, Lehrbücher und Artikeln in Fachzeitschriften und Tagungsbänden.
Am 30. Januar 2013 erfolgte in Zwickau seine Verabschiedung in den Ruhestand.
Karl-Friedrich Fischer ist seit 1971 verheiratet, hat einen Sohn und wohnt in der Stadt Kirchberg bei Zwickau.

## Weblink
- Literatur von und über Karl-Friedrich Fischer im Katalog der Deutschen Nationalbibliothek

## Einzelnachweis
1. ↑  Altmagnifizenz Prof. Karl-Friedrich Fischer feierlich verabschiedet. Pressemitteilung. In: fh-zwickau.de. 31. Januar 2013, abgerufen am 7. März 2024.

| Personendaten    | Personendaten           |
| ---------------- | ----------------------- |
| NAME             | Fischer, Karl-Friedrich |
| KURZBESCHREIBUNG | deutscher Informatiker  |
| GEBURTSDATUM     | 8. August 1947          |
| GEBURTSORT       | Zwickau                 |